# Atanarjuat
Pour plus de détails, voir Fiche technique et Distribution.
Atanarjuat (ᐊᑕᓈᕐᔪᐊᑦ) ou Atanarjuat, la légende de l'homme rapide est un film canado-inuit au Nunavut réalisé par Zacharias Kunuk, et sorti au cinéma en 2001.
Atanarjuat est le premier long métrage à avoir été écrit, réalisé et joué entièrement en inuktitut, la principale langue des Inuits du Canada.

## Synopsis
Le film se déroule à Igloolik, une petite île située dans la baie de Baffin dans la région arctique du Canada. Une communauté de nomades Inuit vit tranquillement dans le territoire du Nunavut, jusqu'au jour où un chaman étranger au groupe vient perturber leur vie en instaurant une rivalité entre deux familles.
Une vingtaine d'années plus tard, deux frères décident de faire face à ce mal qui règne depuis trop longtemps : Amaqjuaq, l'homme fort et Atanarjuat, l'homme rapide. Atanarjuat gagne la main de la belle Atuat au détriment d'Oki, le fils du chef du campement qui jure de se venger. Oki se venge en tendant une embuscade aux deux frères : Amaqjuaq ne s'en sortira pas vivant mais Atanarjuat parvient à s'enfuir en courant nu sur la banquise.

## Fiche technique
- Titre : Atanarjuat
- Titre original : ᐊᑕᓈᕐᔪᐊᑦ [1]
- Réalisateur : Zacharias Kunuk
- Scénario : Paul Apak Angilirq
- Musique : Chris Crilly
- Direction artistique : Stephen Qrunnut et James Ungalaaq
- Costume : Atuat Akkitirq et Mivheline Ammaq
- Photographie : Norman Cohn
- Montage : Norman Cohn, Zacharias Kunuk et Marie-Christine Sarda
- Production : Paul Apak Angilirq, Igloolik Isuma, Sally Bochner, Norman Cohn, Igloolik Isuma, Zacharias Kunuk, Igloolik Isuma et Germaine Wong
- Format : couleurs
- Budget : 1 960 000 dollars canadiens
- Langue : inuktitut
- Pays d'origine :  Canada, province du Nunavut, aux alentours du village Igloolik sur l’île de Baffin
- Genre : Drame, docufiction ethnographique
- Durée : 172 minutes
- Date de sortie :
  - France : 13 mai 2001 (festival de Cannes 2001)
  - Canada : 12 avril 2002

## Distribution
- Natar Ungalaaq : Atanarjuat
- Sylvia Ivalu : Atuat
- Peter Henry Arnatsiaq : Oki, le rival ennemi d'Atanarjuat
- Lucy Tulugarjuk : Puja, la jolie sœur d'Oki
- Paka Innuksuk : Amaqjuaq, le frère aîné d'Atanarjuat
- Madeline Ivalu : Panikpa
- Abraham Ulayuruluk : Tungajuak, le chamane « malin »

## Autour du film
- Premier long métrage filmé en inuktitut et entièrement réalisé par des cinéastes inuits[2].
- Les trois heures de film ont été tournées sur place et la distribution est entièrement composée d'Inuits originaires d'Igloolik[3].
- Le film a été tourné en Betacam numérique, écran large (16/9) puis transféré sur une pellicule de 35mm[3].
- Paul Apak Angilirq, le scénariste du film est décédé juste avant la fin du tournage[4].
- À Igloolik, environ 1500 spectateurs assistaient à la projection alors que la ville ne compte que 1200 habitants[4].
- Le réalisateur Zacharias Kunuk a tourné une trentaine de films et documentaires avant de faire Atanarjuat[5].
- L'acteur interprétant le personnage d'Oki est un chasseur analphabète et il a dû apprendre son texte par cœur[4].

## Distinctions
- Caméra d'or du Festival de Cannes (2001)
- Edinburgh International Film Festival : New Director's Award (2001)
- Festival international du film de Flandres : Grand Prix (2001)
- Fédération internationale de la presse cinématographique : Mention spéciale (2001)
- Festival international du film d'Hawaii : Meilleur long métrage (2001)
- Festival du film de Santa Fe : Meilleur film (2001)
- Festival international du film de Toronto : Meilleur long métrage canadien (2001)
- Toronto Film Critics Association : Meilleur film canadien (2002)
- Toronto Film Critics Association : Meilleur premier film (2002)
- Prix Génie : Meilleure direction (2002)
- Prix Génie : Meilleur montage (2002)
- Prix Génie : Meilleure musique originale (2002)
- Prix Génie : Meilleur long métrage (2002)
- Prix Génie : Meilleur scénario (2002)
- Prix Claude-Jutra (2002)
- Festival du film de Manille : Lino Brocka Award (2002)
- Festival international du film de Newport : Meilleur film - prix du public (2002)
- Festival international du film de San Diego : Meilleur long métrage (2002)
- Central Ohio Film Critics Association : Meilleur film de langue étrangère (2003)
- Phoenix Film Critics Society : Meilleur film étranger (2003)
- Top 10 des films canadiens de tous les temps (4e édition) : Numéro 1 (2015)